# Carmaucí
El Carmaucí (Carmaucin en occità) és un Parçan o comarca d'Occitània situada al Llenguadoc. La seva vila principal és Carmauç, la qual també és considerada la vila principal de la regió natural del Segalar, al Massís Central.
Segons la proposta de divisió territorial d'Occitània del diari Jornalet, basada en l'obra de Frederic Zégierman Le Guide des pays de France, el Segalar estaria dividit en tres Parçans o «comarques» d'Occitània:
- a la regió històrica del Llenguadoc, subregió de l'Albigés: el Segalar Albigès i el Carmaucí

- a la regió històrica de la Guiena, subregió del Roergue: el Segalar Roergat

Oficialment, els municipis del Carmaucí i de tot l'Albigès estan ubicats al departament francès del Tarn.